# Ronald Koeman
Ronald Koeman (Zaandam, 21 marzo 1963) è un allenatore di calcio ed ex calciatore olandese, di ruolo difensore o centrocampista, commissario tecnico della nazionale olandese.
È stato campione d'Europa con i Paesi Bassi nel 1988.
Considerato tra i massimi difensori goleador nella storia del calcio grazie alle 253 reti messe a segno in 763 gare ufficiali, ha vestito le maglie di Groningen, Ajax, PSV, Barcellona e Feyenoord vincendo complessivamente 18 trofei, tra cui 4 campionati spagnoli consecutivi e 2 Coppe dei Campioni, nel 1987-1988 con il PSV e nel 1991-1992 con il Barcellona, segnando in quest'ultima edizione il gol che decise la finale. Nonostante ricoprisse il ruolo di centrale difensivo, realizzò in sei anni con la maglia del Barcellona ben 88 gol in 264 presenze, moltissimi dei quali su punizione e da fuori area.
Con la nazionale olandese ha partecipato a 2 campionati europei (1988 e 1992) e 2 campionati mondiali (1990 e 1994), vincendo il campionato d'Europa del 1988.
Da tecnico ha guidato diverse squadre tra Paesi Bassi, Portogallo, Spagna e Inghilterra. È stato il primo olandese ad aver realizzato il double sia come calciatore (1988 e 1989 con il PSV) sia come allenatore (2002 con l'Ajax). Divenuto commissario tecnico della nazionale olandese, ha condotto gli Oranje alla finale della UEFA Nations League 2018-2019.

## Biografia
Suo padre Martin (1938-2013), suo fratello maggiore Erwin e suo nipote Len sono stati calciatori. In Italia era soprannominato Rambo.
È sposato con Bartina Koeman. Il loro figlio, Ronald Koeman Jr., è un portiere professionista per il Telstar in Eredivisie. 
Nel maggio 2020 si è sottoposto ad un'operazione d'urgenza per problemi cardiaci.

## Caratteristiche tecniche

### Giocatore
Ha giocato principalmente nella posizione di libero, tuttavia ha ricoperto anche il ruolo di centrocampista. Molto abile nel calcio di punizione, era dotato di un tiro molto potente, dote che gli ha permesso di essere estremamente prolifico in carriera.

## Carriera

### Giocatore

#### Club

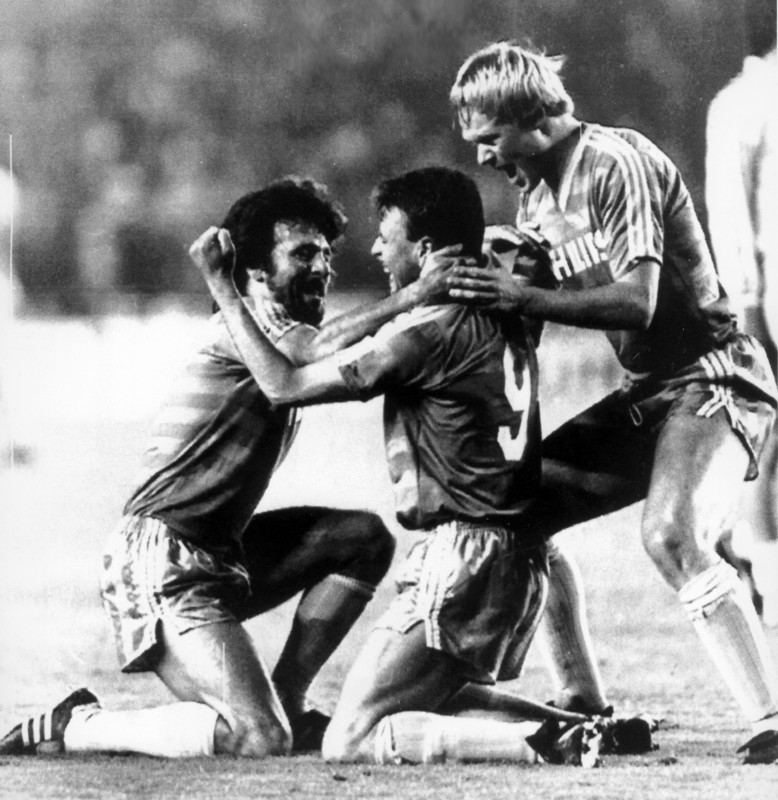
Koeman (a destra) con Eric Gerets e Edward Linskens durante la semifinale della Coppa dei Campioni 1987-88 contro il Real Madrid.

Cresciuto calcisticamente nel Groningen, esordì in prima squadra nella Eredivisie 1980-1981, all'età di 17 anni e 183 giorni, nella partita casalinga vinta per 2-0 contro il N.E.C., risultando il terzo più giovane esordiente del Groningen, dopo Piet Wildschut e Bert de Voogt. Avendo totalizzato 90 presenze in campionato e marcato 32 reti con la squadra in tre stagioni, esordì in nazionale maggiore e si guadagnò le attenzioni dell'Ajax, che lo acquistò nell'estate del 1983. Con la squadra di Amsterdam esordì nelle coppe europee e vinse il campionato olandese nel 1984-1985. Dalla stagione successiva, sotto la guida dell'allenatore Johan Cruijff, continuò a riverstire un ruolo importante nella compagine biancorossa, che lasciò in modo controverso nell'estate del 1986, dopo aver vinto la coppa nazionale del 1985-1986 e segnato 31 gol in 114 presenze in tutte le competizioni.
Passato al PSV, trovò l'allenatore Hans Kraay, che verso la fine della stagione 1986-1987 si dimise, venendo rimpiazzato da Guus Hiddink. Sotto la gestione di quest'ultimo tecnico, Koeman e compagni riuscirono a superare l'Ajax in classifica nelle ultime giornate di campionato, aggiudicandosi il titolo olandese nel 1986-1987. Le stagioni seguenti furono caratterizzate da altri trofei: il PSV si aggiudicò i campionati 1987-1988 e 1988-1989, due Coppe dei Paesi Bassi nelle medesime stagioni e la Coppa dei Campioni 1987-1988, vinta battendo in finale il Benfica. In tre stagioni al PSV, il difensore segnò 51 gol in 98 presenze, per una media di oltre un gol ogni due partite; la stagione più prolifica della sua carriera in termini realizzativi è il 1987-1988, in cui realizzò ben 21 reti in campionato. Nel 1987 e nel 1988 fu inoltre insignito del premio di Calciatore dell'anno del campionato olandese.
Approdato al Barcellona nel 1989, ritrovò l'allenatore Cruijff, alla guida del cosiddetto Dream Team catalano, e in divenne subito uno dei perni della compagine azulgrana, di cui vestì la fascia di capitano. Vinta la Coppa del Re 1989-1990 battendo per 2-0 in finale il Real Madrid, la squadra si aggiudicò quattro campionati spagnoli consecutivamente (dal 1990-1991 al 1993-1994) e tre Supercoppe spagnole (1991, 1992, 1994), oltre alla Coppa dei Campioni 1991-1992, vinta a Wembley dopo i tempi supplementari della finale contro la Sampdoria grazie a un pregevole gol di Koeman su calcio di punizione al 112' di gioco — avendo segnato anche nella finale di Coppa delle Coppe 1990-1991 persa per 1-2 dai catalani contro il Manchester Utd, Koeman divenne il primo calciatore a segnare in due finali consecutive di due diverse competizioni europee —, e alla Supercoppa UEFA 1992. Il difensore olandese, noto per i suoi calci piazzati potenti e precisi, come quello andato a segno nella vittoria per 5-0 nel Clásico di campionato contro il Real Madrid del 9 gennaio 1994, realizzò ben 8 reti nella UEFA Champions League 1993-1994, risultandone capocannoniere a pari merito con il neozelandese Wynton Rufer, ma nella finale di quella edizione della Champions il Barça fu battuto per 4-0 dal Milan.
Durante il suo periodo spagnolo al Barcellona fu soprannominato Floquet de Neu ("Fiocco di neve", dal nome del gorilla omonimo) a causa dei suoi capelli biondi. Anche Tintín (il nome spagnolo dell'eroe di fumetti Tintin) fu uno dei suoi soprannomi.
Dopo la deludente annata 1994-1995 e dopo sei anni di militanza in blaugrana, Koeman lasciò il club spagnolo con un bilancio di 88 reti in 264 presenze in tutte le competizioni. Rientrato in patria, si accasò al Feyenoord, dove trascorse due stagioni e vestì anche la fascia di capitano, prima del ritiro dall'attività agonistica. Chiuse la carriera nel 1997, da difensore più prolifico nella storia del calcio, con 193 reti realizzate in 533 partite di campionato (meglio di Daniel Passarella, autore di 182 gol in 556 partite).

#### Nazionale
Collezionò 78 presenze con la maglia della nazionale olandese, segnando 14 reti. Fece parte della rosa vincitrice del campionato europeo del 1988, in cui ha realizzato un rigore importante nella semifinale vinta 2-1 contro la Germania. Ha partecipato anche a 2 campionati del mondo (1990 e 1994) e a un altro campionato d'Europa (1992).

### Allenatore

#### Esordi
Dal 1º luglio 1997 al 12 luglio 1998 è vice di Guus Hiddink prima e di Frank Rijkaard poi sulla panchina della nazionale olandese. Dal 1º luglio 1998 al 31 dicembre 1999 ha fatto parte dello staff del Barcellona di Louis van Gaal, prima come assistente insieme a José Mourinho e André Villas-Boas, e poi come allenatore del Barcellona B.

#### Vitesse e Ajax
Dal 1º gennaio 2000 al 2 dicembre 2001 ha allenato il Vitesse, con il quale ha conquistato il 6º posto in Eredivisie 2000-2001.
Dall'11 dicembre 2001 al 25 febbraio 2005 ha guidato l'Ajax, divenendo il secondo olandese della storia dopo Rinus Michels a vincere il campionato sia da giocatore sia da allenatore con le vittorie del 2001-02 e del 2003-04.
Nel 2001 Koeman è stato descritto come il difensore più prolifico di tutti i tempi, con 193 gol in 533 partite di campionato.

#### Benfica, PSV e Valencia
Dall'8 giugno 2005 all'8 maggio 2006 ha guidato il Benfica, vincendo la Supercoppa del Portogallo.
Tornato nei Paesi Bassi, dal 1º luglio 2006 ha ricoperto l'incarico di allenatore del PSV, con il quale ha vinto subito il campionato 2006-07.
Il 31 ottobre 2007 ha rescisso il contratto con il PSV e il 5 novembre 2007 ha firmato con il Valencia nella Liga spagnola, accordandosi fino al 2010. Sotto la gestione Koeman, il Valencia non ha conosciuto un netto miglioramento (ed ha avuto non pochi problemi con lo spogliatoio mettendo fuori rosa 3 senatori come David Albelda, Miguel Ángel Angulo e Santiago Cañizares), così, nonostante la vittoria della Coppa del Re il 16 aprile 2008, Koeman è stato esonerato il 21 aprile successivo, con la sua squadra al 15º posto all'indomani della sconfitta per 5-1 contro l'Athletic Bilbao.

#### AZ Alkmaar e Feyenoord
Il 1º luglio 2009 diventa il nuovo allenatore dell'AZ Alkmaar in sostituzione di Louis van Gaal, passato al Bayern Monaco. Il 5 dicembre viene sollevato dall'incarico di allenatore, dopo una serie di sette sconfitte in sedici partite nella Eredivisie 2009-2010.
Il 25 luglio 2011 diventa allenatore del Feyenoord, prendendo il posto del dimissionario Mario Been per la stagione 2011-12. Il 17 gennaio 2012 prolunga il suo contratto fino al 30 giugno 2013. Riesce a portare i biancorossi al secondo posto in campionato valido per i preliminari di Champions League. Nel campionato 2012-13 si piazza al terzo posto con 69 punti a parità di punti con il PSV mentre nel 2013-14 si piazza di nuovo al secondo posto dietro all'Ajax grazie ai gol di Graziano Pellè che aveva già avuto all'AZ.

#### Southampton ed Everton

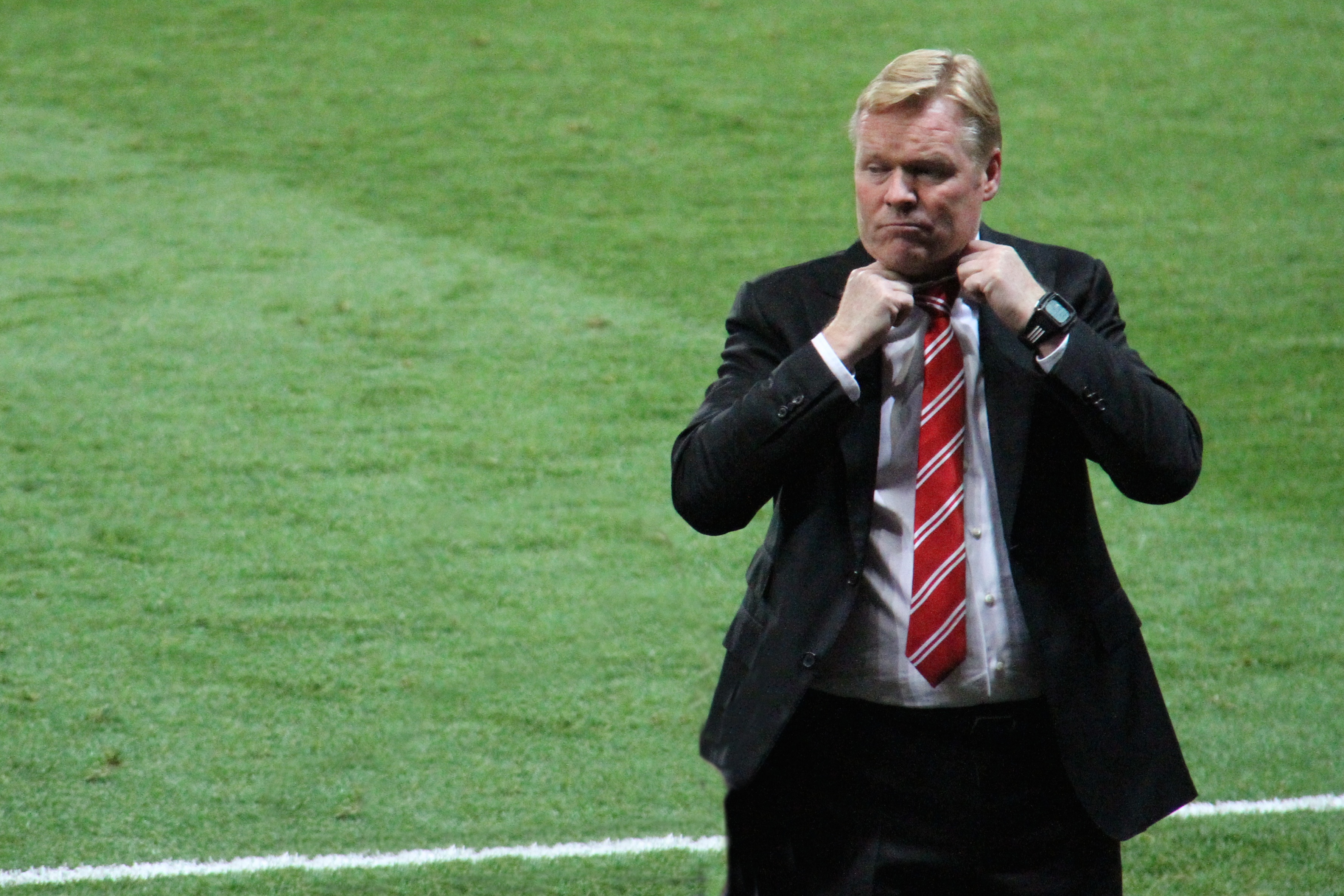
Koeman alla guida del Southampton nel settembre 2014.

Il 16 giugno 2014 diventa allenatore del Southampton, prendendo il posto di Mauricio Pochettino nella Premier League 2014-2015, portandosi con sé Pellè. Arriva 7º in campionato (record per il club) qualificandosi per l'Europa League. Da questa competizione esce però già ai play-off di agosto per mano del Midtjylland. In questa stagione migliora il record in campionato arrivando 6º qualificandosi ancora per la coppa europea.
Il 14 giugno 2016 viene scelto come nuovo tecnico dell'Everton; si lega ai Toffees con un contratto triennale. Arriva 7º in campionato riportando la squadra in Europa. Il 23 ottobre 2017 viene esonerato a causa del pessimo avvio in campionato (quart'ultimo posto con 8 punti in 9 partite) e in Europa League (ultimo con 1 punto in 3 partite).

#### Nazionale olandese
Il 6 febbraio 2018 firma un contratto quadriennale come commissario tecnico della nazionale olandese prendendo il posto di Dick Advocaat, che si era dimesso dopo aver fallito la qualificazione ai Mondiali in Russia. Il 23 marzo al debutto perde l'amichevole contro l'Inghilterra (0-1), ma tre giorni dopo ottiene la prima vittoria contro il Portogallo (3-0). A novembre vince con 7 punti il proprio girone di Nations League, eliminando i campioni del mondo della Francia (2-0) e la Germania (3-0 e 2-2 in rimonta). Il 9 giugno 2019, dopo aver eliminato l'Inghilterra in semifinale (3-1 ai supplementari) 3 giorni prima, perde la finale contro i campioni d'Europa del Portogallo (0-1). Il 16 novembre seguente la nazionale olandese, con il pareggio con l'Irlanda del Nord (0-0), si qualifica matematicamente a Euro 2020 come seconda del girone dietro alla Germania, che gli Oranje battono in trasferta per 4-2, dopo averci perso 2-3 in casa.

#### Barcellona
Il 19 agosto 2020, dopo aver lasciato l'incarico di commissario tecnico della nazionale olandese, viene ufficializzato come nuovo allenatore del Barcellona, firmando un contratto biennale. Esordisce sconfiggendo il Villarreal per 4-0 in campionato. In stagione la squadra catalana non va oltre gli ottavi di finale di Champions League, venendo eliminata dal Paris Saint-Germain, e il 3º posto in campionato, a 7 punti dall'Atlético Madrid. I blaugrana perdono la finale di Supercoppa spagnola contro l'Athletic Bilbao ma vincono la Coppa del Re, battendo in finale lo stesso club basco per 4-0. A fine stagione la società spagnola decide di confermare Koeman.
L'inizio della stagione successiva si rivela deludente: in campionato il Barcellona raccoglie 15 punti nelle prime 10 giornate, mentre nel girone di UEFA Champions League ottiene solo 3 punti nelle prime 3 partite, frutto di una vittoria di misura contro la Dinamo Kiev (1-0) e di due pesanti sconfitte contro Bayern Monaco in casa e Benfica in trasferta (entrambe per 3-0). Il 28 ottobre 2021, dopo la sconfitta esterna per 1-0 contro il Rayo Vallecano, viene sollevato dall'incarico.

#### Di nuovo CT dei Paesi Bassi
Il 6 aprile 2022 viene ufficializzato il suo ritorno sulla panchina della nazionale olandese a partire dal 1º gennaio 2023, in sostituzione di Louis Van Gaal, una volta terminato il campionato mondiale 2022. Il 24 marzo seguente, al debutto, viene sconfitto dalla Francia per 4-0, mentre la prima vittoria arriva tre giorni dopo contro Gibilterra per 3-0; entrambe le gare sono valide per le qualificazioni a campionato europeo 2024.
A giugno 2023, nella fase finale della UEFA Nations League ospitata proprio dai Paesi Bassi, gli arancioni perdono la semifinale contro la Croazia (2-4) e la finale per il terzo posto contro l'Italia (2-3), piazzandosi quindi quarti nel torneo. Koeman riesce a ottenere la qualificazione al campionato d'Europa 2024 con un turno d'anticipo, con i Paesi Bassi secondi del girone dietro alla Francia. Nella fase finale del campionato d'Europa gli olandesi superano il girone come una delle migliori terze classificate e raggiungono poi le semifinali.

## Carriera secondaria

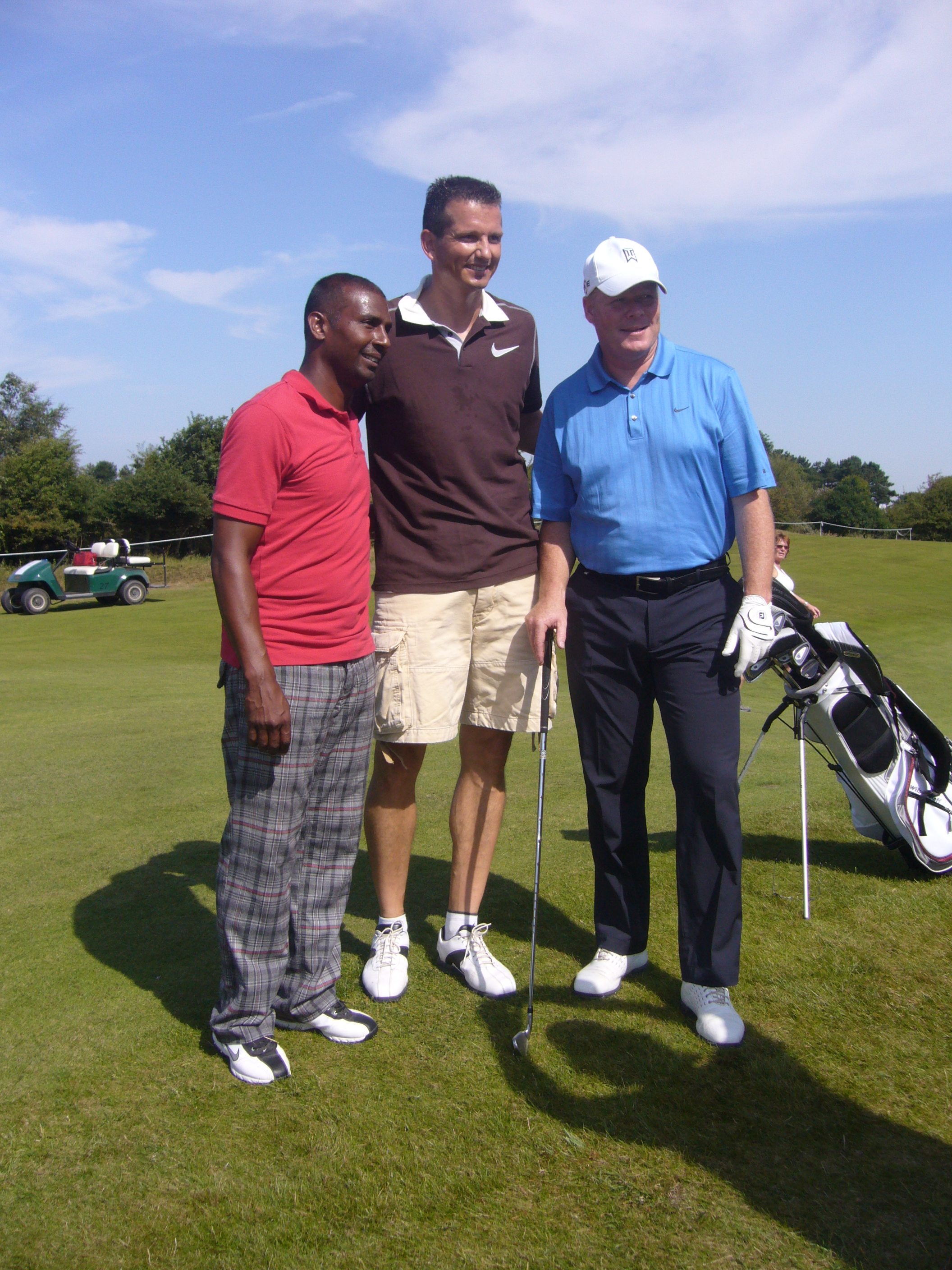
Koeman sul campo da golf con Aron Winter e Richard Krajicek

Oltre ad allenare, Koeman è anche attivo come analista di calcio. Dal 2008, è apparso regolarmente durante le partite di Champions League su NOS e Sky Sports, tra gli altri. In precedenza è apparso anche nel talk show calcistico Studio Voetbal, sempre di NOS.

## Statistiche

### Presenzi e reti nei club
| Stagione            | Squadra             | Campionato          | Campionato | Campionato | Coppe nazionali | Coppe nazionali | Coppe nazionali | Coppe continentali | Coppe continentali | Coppe continentali | Altre coppe | Altre coppe | Altre coppe | Totale | Totale |
| Stagione            | Squadra             | Comp                | Pres       | Reti       | Comp            | Pres            | Reti            | Comp               | Pres               | Reti               | Comp        | Pres        | Reti        | Pres   | Reti   |
| ------------------- | ------------------- | ------------------- | ---------- | ---------- | --------------- | --------------- | --------------- | ------------------ | ------------------ | ------------------ | ----------- | ----------- | ----------- | ------ | ------ |
| 1980-1981           | FC Groningen        | ED                  | 24         | 4          | CO              | 3               | 2               | -                  | -                  | -                  | -           | -           | -           | 27     | 6      |
| 1981-1982           | FC Groningen        | ED                  | 33         | 14         | CO              | 1               | 0               | -                  | -                  | -                  | -           | -           | -           | 34     | 14     |
| 1982-1983           | FC Groningen        | ED                  | 33         | 14         | CO              | 4               | 0               | -                  | -                  | -                  | -           | -           | -           | 37     | 14     |
| Totale FC Groningen | Totale FC Groningen | Totale FC Groningen | 90         | 32         |                 | 8               | 2               |                    | -                  | -                  |             | -           | -           | 98     | 34     |
| 1983-1984           | Ajax                | ED                  | 32         | 7          | CO              | 4               | 2               | CC                 | 2                  | 0                  | -           | -           | -           | 38     | 9      |
| 1984-1985           | Ajax                | ED                  | 30         | 9          | CO              | 2               | 1               | CU                 | 4                  | 3                  | -           | -           | -           | 36     | 13     |
| 1985-1986           | Ajax                | ED                  | 32         | 7          | CO              | 6               | 2               | CC                 | 2                  | 0                  | -           | -           | -           | 40     | 9      |
| Totale Ajax FC      | Totale Ajax FC      | Totale Ajax FC      | 94         | 23         |                 | 12              | 5               |                    | 8                  | 3                  |             | -           | -           | 114    | 31     |
| 1986-1987           | PSV                 | ED                  | 34         | 16         | CO              | 3               | 3               | CC                 | 2                  | 0                  | -           | -           | -           | 39     | 19     |
| 1987-1988           | PSV                 | ED                  | 32         | 21         | CO              | 6               | 4               | CC                 | 8                  | 1                  | -           | -           | -           | 46     | 26     |
| 1988-1989           | PSV                 | ED                  | 32         | 14         | CO              | 6               | 1               | CC                 | 4                  | 2                  | SU+CInt     | 2+1         | 0+1         | 45     | 18     |
| Totale PSV          | Totale PSV          | Totale PSV          | 98         | 51         |                 | 15              | 8               |                    | 14                 | 3                  |             | 3           | 1           | 130    | 63     |
| 1989-1990           | Barcellona          | PD                  | 36         | 14         | CR              | 7               | 4               | CdC                | 4                  | 1                  | SU          | 1           | 0           | 48     | 19     |
| 1990-1991           | Barcellona          | PD                  | 21         | 6          | CR              | 4               | 2               | CdC                | 7                  | 4                  | -           | -           | -           | 32     | 12     |
| 1991-1992           | Barcellona          | PD                  | 35         | 16         | CR              | 2               | 0               | CC                 | 11                 | 1                  | SS          | 1           | 0           | 49     | 17     |
| 1992-1993           | Barcellona          | PD                  | 33         | 11         | CR              | 3               | 0               | UCL                | 3                  | 0                  | SS+SU+Cint  | 1+2+1       | 0+0+0       | 43     | 11     |
| 1993-1994           | Barcellona          | PD                  | 35         | 11         | CR              | 2               | 0               | UCL                | 12                 | 8                  | SS          | 1           | 0           | 50     | 19     |
| 1994-1995           | Barcellona          | PD                  | 32         | 9          | CR              | 1               | 0               | UCL                | 8                  | 1                  | SS          | 1           | 0           | 42     | 10     |
| Totale Barcellona   | Totale Barcellona   | Totale Barcellona   | 192        | 67         |                 | 19              | 6               |                    | 45                 | 15                 |             | 8           | 0           | 264    | 88     |
| 1995-1996           | Feyenoord           | ED                  | 31         | 10         | CO              | 3               | 1               | CdC                | 7                  | 3                  | SO          | 1           | 0           | 42     | 14     |
| 1996-1997           | Feyenoord           | ED                  | 30         | 9          | CO              | 2               | 0               | CU                 | 5                  | 0                  | -           | -           | -           | 37     | 9      |
| Totale Feyenoord    | Totale Feyenoord    | Totale Feyenoord    | 61         | 19         |                 | 5               | 1               |                    | 12                 | 3                  |             | 1           | 0           | 79     | 23     |
| Totale carriera     | Totale carriera     | Totale carriera     | 535        | 192        |                 | 59              | 22              |                    | 79                 | 24                 |             | 12          | 1           | 685    | 239    |

### Cronologia presenze e reti in nazionale
| Cronologia completa delle presenze e delle reti in nazionale ― Paesi Bassi | Cronologia completa delle presenze e delle reti in nazionale ― Paesi Bassi | Cronologia completa delle presenze e delle reti in nazionale ― Paesi Bassi | Cronologia completa delle presenze e delle reti in nazionale ― Paesi Bassi | Cronologia completa delle presenze e delle reti in nazionale ― Paesi Bassi | Cronologia completa delle presenze e delle reti in nazionale ― Paesi Bassi | Cronologia completa delle presenze e delle reti in nazionale ― Paesi Bassi | Cronologia completa delle presenze e delle reti in nazionale ― Paesi Bassi |
| Data                                                                       | Città                                                                      | In casa                                                                    | Risultato                                                                  | Ospiti                                                                     | Competizione                                                               | Reti                                                                       | Note                                                                       |
| -------------------------------------------------------------------------- | -------------------------------------------------------------------------- | -------------------------------------------------------------------------- | -------------------------------------------------------------------------- | -------------------------------------------------------------------------- | -------------------------------------------------------------------------- | -------------------------------------------------------------------------- | -------------------------------------------------------------------------- |
| 27-4-1983                                                                  | Utrecht                                                                    | Paesi Bassi                                                                | 0 – 3                                                                      | Svezia                                                                     | Amichevole                                                                 | -                                                                          |                                                                            |
| 7-9-1983                                                                   | Groninga                                                                   | Paesi Bassi                                                                | 3 – 0                                                                      | Islanda                                                                    | Qual. Euro 1984                                                            | 1                                                                          | 65’                                                                        |
| 21-9-1983                                                                  | Bruxelles                                                                  | Belgio                                                                     | 1 – 1                                                                      | Paesi Bassi                                                                | Amichevole                                                                 | -                                                                          |                                                                            |
| 12-10-1983                                                                 | Dublino                                                                    | Irlanda                                                                    | 2 – 3                                                                      | Paesi Bassi                                                                | Qual. Euro 1984                                                            | -                                                                          |                                                                            |
| 16-11-1983                                                                 | Rotterdam                                                                  | Paesi Bassi                                                                | 2 – 1                                                                      | Spagna                                                                     | Qual. Euro 1984                                                            | -                                                                          |                                                                            |
| 17-12-1983                                                                 | Rotterdam                                                                  | Paesi Bassi                                                                | 5 – 0                                                                      | Malta                                                                      | Qual. Euro 1984                                                            | -                                                                          |                                                                            |
| 23-12-1984                                                                 | Nicosia                                                                    | Cipro                                                                      | 0 – 1                                                                      | Paesi Bassi                                                                | Qual. Mondiali 1986                                                        | -                                                                          | 77’                                                                        |
| 14-5-1985                                                                  | Budapest                                                                   | Ungheria                                                                   | 0 – 1                                                                      | Paesi Bassi                                                                | Qual. Mondiali 1986                                                        | -                                                                          | 62’                                                                        |
| 12-3-1986                                                                  | Lipsia                                                                     | Germania Est                                                               | 0 – 1                                                                      | Paesi Bassi                                                                | Amichevole                                                                 | -                                                                          |                                                                            |
| 29-4-1986                                                                  | Eindhoven                                                                  | Paesi Bassi                                                                | 0 – 0                                                                      | Scozia                                                                     | Amichevole                                                                 | -                                                                          |                                                                            |
| 14-5-1986                                                                  | Dortmund                                                                   | Germania Ovest                                                             | 1 – 3                                                                      | Paesi Bassi                                                                | Amichevole                                                                 | -                                                                          |                                                                            |
| 10-9-1986                                                                  | Praga                                                                      | Cecoslovacchia                                                             | 1 – 0                                                                      | Paesi Bassi                                                                | Amichevole                                                                 | -                                                                          |                                                                            |
| 15-10-1986                                                                 | Budapest                                                                   | Ungheria                                                                   | 0 – 1                                                                      | Paesi Bassi                                                                | Qual. Euro 1988                                                            | -                                                                          |                                                                            |
| 19-11-1986                                                                 | Amsterdam                                                                  | Paesi Bassi                                                                | 0 – 0                                                                      | Polonia                                                                    | Qual. Euro 1988                                                            | -                                                                          | 46’                                                                        |
| 25-3-1987                                                                  | Rotterdam                                                                  | Paesi Bassi                                                                | 1 – 1                                                                      | Grecia                                                                     | Qual. Euro 1988                                                            | -                                                                          | 72’                                                                        |
| 29-4-1987                                                                  | Rotterdam                                                                  | Paesi Bassi                                                                | 2 – 0                                                                      | Ungheria                                                                   | Qual. Euro 1988                                                            | -                                                                          |                                                                            |
| 9-9-1987                                                                   | Rotterdam                                                                  | Paesi Bassi                                                                | 0 – 0                                                                      | Belgio                                                                     | Amichevole                                                                 | -                                                                          |                                                                            |
| 14-10-1987                                                                 | Zabrze                                                                     | Polonia                                                                    | 0 – 2                                                                      | Paesi Bassi                                                                | Qual. Euro 1988                                                            | -                                                                          |                                                                            |
| 28-10-1987                                                                 | Rotterdam                                                                  | Paesi Bassi                                                                | 8 – 0                                                                      | Cipro                                                                      | Amichevole                                                                 | -                                                                          |                                                                            |
| 9-12-1987                                                                  | Amsterdam                                                                  | Paesi Bassi                                                                | 4 – 0                                                                      | Cipro                                                                      | Qual. Euro 1988                                                            | 1                                                                          |                                                                            |
| 16-12-1987                                                                 | Rodi                                                                       | Grecia                                                                     | 0 – 3                                                                      | Paesi Bassi                                                                | Qual. Euro 1988                                                            | 1                                                                          | Cap.                                                                       |
| 23-3-1988                                                                  | Londra                                                                     | Inghilterra                                                                | 2 – 2                                                                      | Paesi Bassi                                                                | Amichevole                                                                 | -                                                                          |                                                                            |
| 1-6-1988                                                                   | Amsterdam                                                                  | Paesi Bassi                                                                | 2 – 0                                                                      | Romania                                                                    | Amichevole                                                                 | -                                                                          | Cap.                                                                       |
| 12-6-1988                                                                  | Colonia                                                                    | Unione Sovietica                                                           | 1 – 0                                                                      | Paesi Bassi                                                                | Euro 1988 - 1º turno                                                       | -                                                                          |                                                                            |
| 15-6-1988                                                                  | Düsseldorf                                                                 | Inghilterra                                                                | 1 – 3                                                                      | Paesi Bassi                                                                | Euro 1988 - 1º turno                                                       | -                                                                          |                                                                            |
| 18-6-1988                                                                  | Gelsenkirchen                                                              | Irlanda                                                                    | 0 – 1                                                                      | Paesi Bassi                                                                | Euro 1988 - 1º turno                                                       | -                                                                          |                                                                            |
| 21-6-1988                                                                  | Amburgo                                                                    | Germania Ovest                                                             | 1 – 2                                                                      | Paesi Bassi                                                                | Euro 1988 - Semifinale                                                     | 1                                                                          |                                                                            |
| 25-6-1988                                                                  | Monaco di Baviera                                                          | Unione Sovietica                                                           | 0 – 2                                                                      | Paesi Bassi                                                                | Euro 1988 - Finale                                                         | -                                                                          |                                                                            |
| 14-9-1988                                                                  | Amsterdam                                                                  | Paesi Bassi                                                                | 1 – 0                                                                      | Galles                                                                     | Qual. Mondiali 1990                                                        | -                                                                          |                                                                            |
| 19-10-1988                                                                 | Monaco di Baviera                                                          | Germania Ovest                                                             | 0 – 0                                                                      | Paesi Bassi                                                                | Qual. Mondiali 1990                                                        | -                                                                          | Cap.                                                                       |
| 16-11-1988                                                                 | Roma                                                                       | Italia                                                                     | 1 – 0                                                                      | Paesi Bassi                                                                | Amichevole                                                                 | -                                                                          | Cap.                                                                       |
| 4-1-1989                                                                   | Ramat Gan                                                                  | Israele                                                                    | 0 – 2                                                                      | Paesi Bassi                                                                | Amichevole                                                                 | -                                                                          | Cap.                                                                       |
| 22-3-1989                                                                  | Eindhoven                                                                  | Paesi Bassi                                                                | 2 – 0                                                                      | Unione Sovietica                                                           | Amichevole                                                                 | 1                                                                          |                                                                            |
| 26-4-1989                                                                  | Rotterdam                                                                  | Paesi Bassi                                                                | 1 – 1                                                                      | Germania Ovest                                                             | Qual. Mondiali 1990                                                        | -                                                                          | Cap.                                                                       |
| 31-5-1989                                                                  | Helsinki                                                                   | Finlandia                                                                  | 0 – 1                                                                      | Paesi Bassi                                                                | Qual. Mondiali 1990                                                        | -                                                                          | Cap.                                                                       |
| 6-9-1989                                                                   | Amsterdam                                                                  | Paesi Bassi                                                                | 2 – 2                                                                      | Danimarca                                                                  | Amichevole                                                                 | 1                                                                          | Cap.                                                                       |
| 11-10-1989                                                                 | Wrexham                                                                    | Galles                                                                     | 1 – 2                                                                      | Paesi Bassi                                                                | Qual. Mondiali 1990                                                        | -                                                                          | Cap.                                                                       |
| 15-11-1989                                                                 | Rotterdam                                                                  | Paesi Bassi                                                                | 3 – 0                                                                      | Finlandia                                                                  | Qual. Mondiali 1990                                                        | 1                                                                          | Cap.                                                                       |
| 20-12-1989                                                                 | Rotterdam                                                                  | Paesi Bassi                                                                | 0 – 1                                                                      | Brasile                                                                    | Amichevole                                                                 | -                                                                          | Cap. 46’                                                                   |
| 21-2-1990                                                                  | Amsterdam                                                                  | Paesi Bassi                                                                | 0 – 0                                                                      | Italia                                                                     | Amichevole                                                                 | -                                                                          | Cap.                                                                       |
| 28-3-1990                                                                  | Kiev                                                                       | Unione Sovietica                                                           | 2 – 1                                                                      | Paesi Bassi                                                                | Amichevole                                                                 | 1                                                                          | Cap.                                                                       |
| 30-5-1990                                                                  | Vienna                                                                     | Austria                                                                    | 3 – 2                                                                      | Paesi Bassi                                                                | Amichevole                                                                 | 1                                                                          |                                                                            |
| 3-6-1990                                                                   | Zagabria                                                                   | Jugoslavia                                                                 | 0 – 2                                                                      | Paesi Bassi                                                                | Amichevole                                                                 | -                                                                          |                                                                            |
| 12-6-1990                                                                  | Palermo                                                                    | Paesi Bassi                                                                | 1 – 1                                                                      | Egitto                                                                     | Mondiali 1990 - 1º turno                                                   | -                                                                          |                                                                            |
| 16-6-1990                                                                  | Cagliari                                                                   | Inghilterra                                                                | 0 – 0                                                                      | Paesi Bassi                                                                | Mondiali 1990 - 1º turno                                                   | -                                                                          |                                                                            |
| 21-6-1990                                                                  | Palermo                                                                    | Irlanda                                                                    | 1 – 1                                                                      | Paesi Bassi                                                                | Mondiali 1990 - 1º turno                                                   | -                                                                          |                                                                            |
| 24-6-1990                                                                  | Milano                                                                     | Paesi Bassi                                                                | 1 – 2                                                                      | Germania Ovest                                                             | Mondiali 1990 - Ottavi di finale                                           | 1                                                                          |                                                                            |
| 26-9-1990                                                                  | Palermo                                                                    | Italia                                                                     | 1 – 0                                                                      | Paesi Bassi                                                                | Amichevole                                                                 | -                                                                          | 54’                                                                        |
| 5-6-1991                                                                   | Helsinki                                                                   | Finlandia                                                                  | 1 – 1                                                                      | Paesi Bassi                                                                | Qual. Euro 1992                                                            | -                                                                          |                                                                            |
| 11-9-1991                                                                  | Eindhoven                                                                  | Paesi Bassi                                                                | 1 – 1                                                                      | Polonia                                                                    | Amichevole                                                                 | -                                                                          | 72’                                                                        |
| 16-10-1991                                                                 | Rotterdam                                                                  | Paesi Bassi                                                                | 1 – 0                                                                      | Portogallo                                                                 | Qual. Euro 1992                                                            | -                                                                          |                                                                            |
| 4-12-1991                                                                  | Salonicco                                                                  | Grecia                                                                     | 0 – 2                                                                      | Paesi Bassi                                                                | Qual. Euro 1992                                                            | -                                                                          |                                                                            |
| 12-2-1992                                                                  | Faro                                                                       | Portogallo                                                                 | 2 – 0                                                                      | Paesi Bassi                                                                | Amichevole                                                                 | -                                                                          | Cap.                                                                       |
| 25-3-1992                                                                  | Amsterdam                                                                  | Paesi Bassi                                                                | 2 – 0                                                                      | Jugoslavia                                                                 | Amichevole                                                                 | -                                                                          | Cap. 46’                                                                   |
| 27-5-1992                                                                  | Sittard                                                                    | Paesi Bassi                                                                | 3 – 2                                                                      | Austria                                                                    | Amichevole                                                                 | -                                                                          | 46’                                                                        |
| 5-6-1992                                                                   | Lens                                                                       | Francia                                                                    | 1 – 1                                                                      | Paesi Bassi                                                                | Amichevole                                                                 | -                                                                          |                                                                            |
| 12-6-1992                                                                  | Göteborg                                                                   | Scozia                                                                     | 0 – 1                                                                      | Paesi Bassi                                                                | Euro 1992 - 1º turno                                                       | -                                                                          |                                                                            |
| 15-6-1992                                                                  | Göteborg                                                                   | Paesi Bassi                                                                | 1 – 1                                                                      | Comunità degli Stati Indipendenti                                          | Euro 1992 - 1º turno                                                       | -                                                                          | 26’                                                                        |
| 18-6-1992                                                                  | Göteborg                                                                   | Germania                                                                   | 1 – 3                                                                      | Paesi Bassi                                                                | Euro 1992 - 1º turno                                                       | -                                                                          |                                                                            |
| 22-6-1992                                                                  | Göteborg                                                                   | Danimarca                                                                  | 2 – 2 dts (5 – 4 dtr)                                                      | Paesi Bassi                                                                | Euro 1992 - Semifinale                                                     | -                                                                          |                                                                            |
| 9-9-1992                                                                   | Eindhoven                                                                  | Paesi Bassi                                                                | 2 – 3                                                                      | Italia                                                                     | Amichevole                                                                 | -                                                                          |                                                                            |
| 23-9-1992                                                                  | Oslo                                                                       | Norvegia                                                                   | 2 – 1                                                                      | Paesi Bassi                                                                | Qual. Mondiali 1994                                                        | -                                                                          | 8’                                                                         |
| 14-10-1992                                                                 | Rotterdam                                                                  | Paesi Bassi                                                                | 2 – 2                                                                      | Polonia                                                                    | Qual. Mondiali 1994                                                        | -                                                                          |                                                                            |
| 16-12-1992                                                                 | Istanbul                                                                   | Turchia                                                                    | 1 – 3                                                                      | Paesi Bassi                                                                | Qual. Mondiali 1994                                                        | -                                                                          | Cap.                                                                       |
| 24-2-1993                                                                  | Utrecht                                                                    | Paesi Bassi                                                                | 3 – 1                                                                      | Turchia                                                                    | Qual. Mondiali 1994                                                        | -                                                                          | Cap. 32’                                                                   |
| 9-6-1993                                                                   | Rotterdam                                                                  | Paesi Bassi                                                                | 0 – 0                                                                      | Norvegia                                                                   | Qual. Mondiali 1994                                                        | -                                                                          | Cap.                                                                       |
| 22-9-1993                                                                  | Bologna                                                                    | Paesi Bassi                                                                | 7 – 0                                                                      | San Marino                                                                 | Qual. Mondiali 1994                                                        | 1                                                                          | Cap.                                                                       |
| 13-10-1993                                                                 | Amsterdam                                                                  | Paesi Bassi                                                                | 2 – 0                                                                      | Inghilterra                                                                | Qual. Mondiali 1994                                                        | 1                                                                          | Cap. 57’                                                                   |
| 17-11-1993                                                                 | Poznań                                                                     | Polonia                                                                    | 1 – 3                                                                      | Paesi Bassi                                                                | Qual. Mondiali 1994                                                        | -                                                                          | Cap.                                                                       |
| 19-1-1994                                                                  | Tunisi                                                                     | Tunisia                                                                    | 2 – 2                                                                      | Paesi Bassi                                                                | Amichevole                                                                 | 1                                                                          | Cap.                                                                       |
| 20-4-1994                                                                  | Tilburg                                                                    | Paesi Bassi                                                                | 0 – 1                                                                      | Irlanda                                                                    | Amichevole                                                                 | -                                                                          | Cap. 46’                                                                   |
| 1-6-1994                                                                   | Eindhoven                                                                  | Paesi Bassi                                                                | 7 – 1                                                                      | Ungheria                                                                   | Amichevole                                                                 | 1                                                                          | Cap.                                                                       |
| 12-6-1994                                                                  | Toronto                                                                    | Canada                                                                     | 0 – 3                                                                      | Paesi Bassi                                                                | Amichevole                                                                 | -                                                                          | Cap.                                                                       |
| 20-6-1994                                                                  | Washington                                                                 | Paesi Bassi                                                                | 2 – 1                                                                      | Arabia Saudita                                                             | Mondiali 1994 - 1º turno                                                   | -                                                                          | Cap.                                                                       |
| 25-6-1994                                                                  | Orlando                                                                    | Belgio                                                                     | 1 – 0                                                                      | Paesi Bassi                                                                | Mondiali 1994 - 1º turno                                                   | -                                                                          | Cap.                                                                       |
| 29-6-1994                                                                  | Orlando                                                                    | Marocco                                                                    | 1 – 2                                                                      | Paesi Bassi                                                                | Mondiali 1994 - 1º turno                                                   | -                                                                          | Cap.                                                                       |
| 4-7-1994                                                                   | Orlando                                                                    | Paesi Bassi                                                                | 2 – 0                                                                      | Irlanda                                                                    | Mondiali 1994 - Ottavi di finale                                           | -                                                                          | Cap. 72’                                                                   |
| 9-7-1994                                                                   | Dallas                                                                     | Brasile                                                                    | 3 – 2                                                                      | Paesi Bassi                                                                | Mondiali 1994 - Quarti di finale                                           | -                                                                          | Cap.                                                                       |
| Totale                                                                     |                                                                            | Presenze                                                                   | 78                                                                         |                                                                            | Reti                                                                       | 14                                                                         |                                                                            |

### Statistiche da allenatore

#### Club
Statistiche aggiornate all'8 gennaio 2023. In grassetto le competizioni vinte.
| Stagione            | Squadra            | Campionato         | Campionato | Campionato | Campionato | Campionato | Coppe nazionali | Coppe nazionali | Coppe nazionali | Coppe nazionali | Coppe nazionali | Coppe continentali | Coppe continentali | Coppe continentali | Coppe continentali | Coppe continentali | Altre coppe | Altre coppe | Altre coppe | Altre coppe | Altre coppe | Totale | Totale | Totale | Totale | % Vittorie | Piazzamento |
| Stagione            | Squadra            | Comp               | G          | V          | N          | P          | Comp            | G               | V               | N               | P               | Comp               | G                  | V                  | N                  | P                  | Comp        | G           | V           | N           | P           | G      | V      | N      | P      | %          | Piazzamento |
| ------------------- | ------------------ | ------------------ | ---------- | ---------- | ---------- | ---------- | --------------- | --------------- | --------------- | --------------- | --------------- | ------------------ | ------------------ | ------------------ | ------------------ | ------------------ | ----------- | ----------- | ----------- | ----------- | ----------- | ------ | ------ | ------ | ------ | ---------- | ----------- |
| gen.-giu. 2000      | Vitesse            | ED                 | 16         | 9          | 4          | 3          | CO              | 3               | 2               | 0               | 1               | CU                 | -                  | -                  | -                  | -                  | -           | -           | -           | -           | -           | 19     | 11     | 4      | 4      | 57,89      | Sub., 4º    |
| 2000-2001           | Vitesse            | ED                 | 34         | 16         | 11         | 7          | CO              | 3               | 2               | 1               | 0               | CU                 | 4                  | 1                  | 2                  | 1                  | -           | -           | -           | -           | -           | 41     | 19     | 14     | 8      | 46,34      | 6º          |
| ago.-nov. 2001      | Vitesse            | ED                 | 15         | 7          | 5          | 3          | CO              | 4               | 3               | 0               | 1               | -                  | -                  | -                  | -                  | -                  | -           | -           | -           | -           | -           | 19     | 10     | 5      | 4      | 52,63      | Dimiss.     |
| Totale Vitesse      | Totale Vitesse     | Totale Vitesse     | 65         | 32         | 20         | 13         |                 | 10              | 7               | 1               | 2               |                    | 4                  | 1                  | 2                  | 1                  |             | -           | -           | -           | -           | 79     | 40     | 23     | 16     | 50,63      |             |
| dic. 2001-2002      | Ajax               | ED                 | 20         | 13         | 5          | 2          | CO              | 4               | 4               | 0               | 0               | -                  | -                  | -                  | -                  | -                  | -           | -           | -           | -           | -           | 24     | 17     | 5      | 2      | 70,83      | Sub. 1º     |
| 2002-2003           | Ajax               | ED                 | 34         | 26         | 5          | 3          | CO              | 3               | 2               | 0               | 1               | UCL                | 14                 | 3                  | 8                  | 3                  | SO          | 1           | 1           | 0           | 0           | 52     | 32     | 13     | 7      | 61,54      | 2º          |
| 2003-2004           | Ajax               | ED                 | 34         | 25         | 5          | 4          | CO              | 1               | 0               | 0               | 1               | UCL                | 8                  | 3                  | 1                  | 4                  | -           | -           | -           | -           | -           | 43     | 28     | 6      | 9      | 65,12      | 1º          |
| 2004-feb. 2005      | Ajax               | ED                 | 22         | 14         | 5          | 3          | CO              | 1               | 1               | 0               | 0               | UCL+CU             | 6+2                | 1+1                | 1+0                | 4+1                | SO          | 1           | 0           | 0           | 1           | 32     | 17     | 6      | 9      | 53,13      | Eson.       |
| Totale Ajax         | Totale Ajax        | Totale Ajax        | 110        | 78         | 20         | 12         |                 | 9               | 7               | 0               | 2               |                    | 30                 | 8                  | 10                 | 12                 |             | 2           | 1           | 0           | 1           | 151    | 94     | 30     | 27     | 62,25      |             |
| 2005-2006           | Benfica            | PL                 | 34         | 20         | 7          | 7          | CP              | 4               | 2               | 1               | 1               | UCL                | 10                 | 4                  | 3                  | 3                  | SP          | 1           | 1           | 0           | 0           | 49     | 27     | 11     | 11     | 55,10      | 3º          |
| 2006-2007           | PSV                | ED                 | 34         | 23         | 6          | 5          | CO              | 4               | 3               | 0               | 1               | UCL                | 10                 | 4                  | 2                  | 4                  | SO          | 1           | 0           | 0           | 1           | 49     | 30     | 8      | 11     | 61,22      | 1º          |
| ago.-ott. 2007      | PSV                | ED                 | 9          | 7          | 2          | 0          | CO              | 0               | 0               | 0               | 0               | UCL                | 3                  | 1                  | 1                  | 1                  | SO          | 1           | 0           | 0           | 1           | 13     | 8      | 3      | 2      | 61,54      | Resc. cons. |
| Totale PSV          | Totale PSV         | Totale PSV         | 43         | 30         | 8          | 5          |                 | 4               | 3               | 0               | 1               |                    | 13                 | 5                  | 3                  | 5                  |             | 2           | 0           | 0           | 2           | 62     | 38     | 11     | 13     | 61,29      |             |
| nov. 2007-apr. 2008 | Valencia           | PD                 | 23         | 5          | 6          | 12         | CR              | 9               | 7               | 1               | 1               | UCL                | 3                  | 0                  | 2                  | 1                  | -           | -           | -           | -           | -           | 35     | 12     | 9      | 14     | 34,29      | Sub., Eson. |
| ago.-dic. 2009      | AZ Alkmaar         | ED                 | 16         | 8          | 1          | 7          | CO              | 2               | 2               | 0               | 0               | UCL                | 5                  | 0                  | 3                  | 2                  | SO          | 1           | 1           | 0           | 0           | 24     | 11     | 4      | 9      | 45,83      | Eson.       |
| 2011-2012           | Feyenoord          | ED                 | 34         | 21         | 7          | 6          | CO              | 2               | 1               | 0               | 1               | -                  | -                  | -                  | -                  | -                  | -           | -           | -           | -           | -           | 36     | 22     | 7      | 7      | 61,11      | 2º          |
| 2012-2013           | Feyenoord          | ED                 | 34         | 21         | 6          | 7          | CO              | 4               | 2               | 1               | 1               | UCL+UEL            | 2+2                | 0+0                | 0+1                | 2+1                | -           | -           | -           | -           | -           | 42     | 23     | 8      | 11     | 54,76      | 3º          |
| 2013-2014           | Feyenoord          | ED                 | 34         | 20         | 7          | 7          | CO              | 4               | 2               | 1               | 1               | UEL                | 2                  | 0                  | 0                  | 2                  | -           | -           | -           | -           | -           | 40     | 22     | 8      | 10     | 55,00      | 2º          |
| Totale Feyenoord    | Totale Feyenoord   | Totale Feyenoord   | 102        | 62         | 20         | 20         |                 | 10              | 5               | 2               | 3               |                    | 6                  | 0                  | 1                  | 5                  |             | -           | -           | -           | -           | 118    | 67     | 23     | 28     | 56,78      |             |
| 2014-2015           | Southampton        | PL                 | 38         | 18         | 6          | 14         | FACup+CdL       | 3+4             | 1+3             | 1+0             | 1+1             | -                  | -                  | -                  | -                  | -                  | -           | -           | -           | -           | -           | 45     | 22     | 7      | 16     | 48,89      | 7º          |
| 2015-2016           | Southampton        | PL                 | 38         | 18         | 9          | 11         | FACup+CdL       | 1+3             | 0+2             | 0+0             | 1+1             | UEL                | 4                  | 2                  | 1                  | 1                  | -           | -           | -           | -           | -           | 46     | 22     | 10     | 14     | 47,83      | 6º          |
| Totale Southampton  | Totale Southampton | Totale Southampton | 76         | 36         | 15         | 25         |                 | 11              | 6               | 1               | 4               |                    | 4                  | 2                  | 1                  | 1                  |             | -           | -           | -           | -           | 91     | 44     | 17     | 30     | 48,35      |             |
| 2016-2017           | Everton            | PL                 | 38         | 17         | 10         | 11         | FACup+CdL       | 1+2             | 0+1             | 0+0             | 1+1             | -                  | -                  | -                  | -                  | -                  | -           | -           | -           | -           | -           | 41     | 18     | 10     | 13     | 43,90      | 7º          |
| ago.-ott. 2017      | Everton            | PL                 | 9          | 2          | 2          | 5          | FACup+CdL       | 0+1             | 1               | 0               | 0               | UEL                | 7                  | 3                  | 2                  | 2                  | -           | -           | -           | -           | -           | 17     | 6      | 4      | 7      | 35,29      | Eson.       |
| Totale Everton      | Totale Everton     | Totale Everton     | 47         | 19         | 11         | 16         |                 | 4               | 2               | 0               | 2               |                    | 7                  | 3                  | 2                  | 2                  |             | -           | -           | -           | -           | 58     | 24     | 14     | 20     | 41,38      |             |
| 2020-2021           | Barcellona         | PD                 | 38         | 24         | 7          | 7          | CR              | 6               | 5               | 0               | 1               | UCL                | 8                  | 5                  | 1                  | 2                  | SS          | 2           | 0           | 1           | 1           | 54     | 34     | 9      | 11     | 62,96      | 3º          |
| ago.-ott. 2021      | Barcellona         | PD                 | 10         | 4          | 3          | 3          | CR              | 0               | 0               | 0               | 0               | UCL                | 3                  | 1                  | 0                  | 2                  | SS          | 0           | 0           | 0           | 0           | 13     | 5      | 3      | 5      | 38,46      | Eson.       |
| Totale Barcellona   | Totale Barcellona  | Totale Barcellona  | 48         | 28         | 10         | 10         |                 | 6               | 5               | 0               | 1               |                    | 11                 | 6                  | 1                  | 4                  |             | 2           | 0           | 1           | 1           | 67     | 39     | 12     | 16     | 58,21      |             |
| Totale carriera     | Totale carriera    | Totale carriera    | 562        | 317        | 119        | 126        |                 | 68              | 45              | 6               | 17              |                    | 93                 | 29                 | 28                 | 36                 |             | 8           | 3           | 1           | 4           | 731    | 393    | 154    | 183    | 53,76      |             |

#### Nazionale
Statistiche aggiornate al 10 giugno 2025.
| Squadra            | Naz                    | dal                | al                 | Record | Record | Record | Record     | Record | Record | Record | Record |
| G                  | V                      | N                  | P                  | GF     | GS     | DR     | Vittorie % |        |        |        |        |
| ------------------ | ---------------------- | ------------------ | ------------------ | ------ | ------ | ------ | ---------- | ------ | ------ | ------ | ------ |
| Paesi Bassi        | Paesi Bassi (bandiera) | 6 febbraio 2018    | 19 agosto 2020     | 20     | 11     | 5      | 4          | 43     | 18     | +25    | 55,00  |
| Paesi Bassi        | Paesi Bassi (bandiera) | 1º gennaio 2023    | in corso           | 30     | 16     | 6      | 8          | 72     | 35     | +37    | 53,33  |
| Totale Paesi Bassi | Totale Paesi Bassi     | Totale Paesi Bassi | Totale Paesi Bassi | 50     | 27     | 11     | 12         | 115    | 53     | +62    | 54,00  |

#### Nazionale olandese 1º mandato nel dettaglio
| 2018               | Paesi Bassi        | UEFA Nations League 2018-2019 | 1º nel Gruppo 1 di Lega A    | 4  | 2  | 1 | 1 | 50,00 | 8  | 4  | +4  |
| 2019               | Paesi Bassi        | UEFA Nations League 2018-2019 | 2º                           | 2  | 1  | 0 | 1 | 50,00 | 3  | 2  | +1  |
| 2019               | Paesi Bassi        | Qual. Euro 2020               | 2º nel Gruppo C, qualificato | 8  | 6  | 1 | 1 | 75,00 | 24 | 7  | +17 |
| Dal 2018 al 2019   | Paesi Bassi        | Amichevoli                    |                              | 6  | 2  | 3 | 1 | 33,33 | 8  | 5  | +3  |
| Totale Paesi Bassi | Totale Paesi Bassi | Totale Paesi Bassi            | Totale Paesi Bassi           | 20 | 11 | 5 | 4 | 55,00 | 43 | 18 | +25 |

#### Panchine da commissario tecnico della nazionale olandese (1º mandato)
| Cronologia completa delle presenze e delle reti in nazionale ― Paesi Bassi | Cronologia completa delle presenze e delle reti in nazionale ― Paesi Bassi | Cronologia completa delle presenze e delle reti in nazionale ― Paesi Bassi | Cronologia completa delle presenze e delle reti in nazionale ― Paesi Bassi | Cronologia completa delle presenze e delle reti in nazionale ― Paesi Bassi | Cronologia completa delle presenze e delle reti in nazionale ― Paesi Bassi | Cronologia completa delle presenze e delle reti in nazionale ― Paesi Bassi | Cronologia completa delle presenze e delle reti in nazionale ― Paesi Bassi |
| Data                                                                       | Città                                                                      | In casa                                                                    | Risultato                                                                  | Ospiti                                                                     | Competizione                                                               | Reti                                                                       | Note                                                                       |
| -------------------------------------------------------------------------- | -------------------------------------------------------------------------- | -------------------------------------------------------------------------- | -------------------------------------------------------------------------- | -------------------------------------------------------------------------- | -------------------------------------------------------------------------- | -------------------------------------------------------------------------- | -------------------------------------------------------------------------- |
| 23-3-2018                                                                  | Amsterdam                                                                  | Paesi Bassi                                                                | 0 – 1                                                                      | Inghilterra                                                                | Amichevole                                                                 | -                                                                          | Cap: V. van Dijk                                                           |
| 26-3-2018                                                                  | Lancy                                                                      | Paesi Bassi                                                                | 3 – 0                                                                      | Portogallo                                                                 | Amichevole                                                                 | Memphis Depay Ryan Babel Virgil van Dijk                                   | Cap: V. van Dijk                                                           |
| 31-3-2018                                                                  | Trnava                                                                     | Slovacchia                                                                 | 1 – 1                                                                      | Paesi Bassi                                                                | Amichevole                                                                 | Quincy Promes                                                              | Cap: Kevin Strootman                                                       |
| 4-6-2018                                                                   | Torino                                                                     | Italia                                                                     | 1 – 1                                                                      | Paesi Bassi                                                                | Amichevole                                                                 | Nathan Aké                                                                 | Cap: V. van Dijk                                                           |
| 6-9-2018                                                                   | Amsterdam                                                                  | Paesi Bassi                                                                | 2 – 1                                                                      | Perù                                                                       | Amichevole                                                                 | 2 Memphis Depay                                                            | Cap: W. Sneijder                                                           |
| 9-9-2018                                                                   | Saint-Denis                                                                | Francia                                                                    | 2 – 1                                                                      | Paesi Bassi                                                                | Nations League 2018-19 - 1º turno                                          | Ryan Babel                                                                 | Cap: V. van Dijk                                                           |
| 13-10-2018                                                                 | Amsterdam                                                                  | Paesi Bassi                                                                | 3 – 0                                                                      | Germania                                                                   | Nations League 2018-19 - 1º turno                                          | Virgil van Dijk Memphis Depay Georginio Wijnaldum                          | Cap: V. van Dijk                                                           |
| 16-10-2018                                                                 | Bruxelles                                                                  | Belgio                                                                     | 1 – 1                                                                      | Paesi Bassi                                                                | Amichevole                                                                 | Arnaut Groeneveld                                                          | Cap: D. Blind                                                              |
| 16-11-2018                                                                 | Rotterdam                                                                  | Paesi Bassi                                                                | 2 – 0                                                                      | Francia                                                                    | Nations League 2018-19 - 1º turno                                          | Georginio Wijnaldum Memphis Depay (rig.)                                   | Cap: V. van Dijk                                                           |
| 19-11-2018                                                                 | Gelsenkirchen                                                              | Germania                                                                   | 2 – 2                                                                      | Paesi Bassi                                                                | Nations League 2018-19 - 1º turno                                          | Quincy Promes Virgil van Dijk                                              | Cap: V. van Dijk                                                           |
| 21-3-2019                                                                  | Rotterdam                                                                  | Paesi Bassi                                                                | 4 – 0                                                                      | Bielorussia                                                                | Qual. Euro 2020                                                            | 2 Memphis Depay (1 rig.) Georginio Wijnaldum Virgil van Dijk               | Cap: V. van Dijk                                                           |
| 24-3-2019                                                                  | Amsterdam                                                                  | Paesi Bassi                                                                | 2 – 3                                                                      | Germania                                                                   | Qual. Euro 2020                                                            | Matthijs de Ligt Memphis Depay                                             | Cap: V. van Dijk                                                           |
| 6-6-2019                                                                   | Guimarães                                                                  | Paesi Bassi                                                                | 3 – 1 dts                                                                  | Inghilterra                                                                | Nations League 2018-19 - Semifinale                                        | Matthijs de Ligt autorete Quincy Promes                                    | Cap: V. van Dijk                                                           |
| 9-6-2019                                                                   | Porto                                                                      | Portogallo                                                                 | 1 – 0                                                                      | Paesi Bassi                                                                | Nations League 2018-19 - Finale                                            | -                                                                          | Cap: V. van Dijk                                                           |
| 6-9-2019                                                                   | Amburgo                                                                    | Germania                                                                   | 2 – 4                                                                      | Paesi Bassi                                                                | Qual. Euro 2020                                                            | Frenkie de Jong autorete Donyell Malen Georginio Wijnaldum                 | Cap: V. van Dijk                                                           |
| 9-9-2019                                                                   | Tallinn                                                                    | Estonia                                                                    | 0 – 4                                                                      | Paesi Bassi                                                                | Qual. Euro 2020                                                            | 2 Ryan Babel Memphis Depay Georginio Wijnaldum                             | Cap: V. van Dijk                                                           |
| 10-10-2019                                                                 | Rotterdam                                                                  | Paesi Bassi                                                                | 3 – 1                                                                      | Irlanda del Nord                                                           | Qual. Euro 2020                                                            | 2 Memphis Depay Luuk de Jong                                               | Cap: V. van Dijk                                                           |
| 13-10-2019                                                                 | Minsk                                                                      | Belgio                                                                     | 1 – 2                                                                      | Paesi Bassi                                                                | Qual. Euro 2020                                                            | 2 Georginio Wijnaldum                                                      | Cap: V. van Dijk                                                           |
| 16-11-2019                                                                 | Belfast                                                                    | Irlanda del Nord                                                           | 0 – 0                                                                      | Paesi Bassi                                                                | Qual. Euro 2020                                                            | -                                                                          | Cap: V. van Dijk                                                           |
| 19-11-2019                                                                 | Amsterdam                                                                  | Paesi Bassi                                                                | 5 – 0                                                                      | Estonia                                                                    | Qual. Euro 2020                                                            | 3 Georginio Wijnaldum Nathan Aké Myron Boadu                               | Cap: G. Wijnaldum                                                          |
| Totale                                                                     |                                                                            | Presenze                                                                   | 20                                                                         |                                                                            | Reti                                                                       | 43                                                                         |                                                                            |

#### Nazionale olandese 2º mandato nel dettaglio
| 2023               | Paesi Bassi        | Qual. Euro 2024               | 2º nel Gruppo B, qualificato | 8  | 6  | 0 | 2 | 75,00   | 17 | 7  | +10 |
| giu. 2023          | Paesi Bassi        | UEFA Nations League 2022-2023 | Subentrato, 4º               | 2  | 0  | 0 | 2 | &0,00   | 4  | 7  | -3  |
| giu.-lug. 2024     | Paesi Bassi        | Europeo 2024                  | Semifinale                   | 6  | 3  | 1 | 2 | 50,00   | 10 | 7  | +3  |
| 2024               | Paesi Bassi        | UEFA Nations League 2024-2025 | Quarti di finale             | 6  | 2  | 3 | 1 | 33,33   | 13 | 7  | +6  |
| mar. 2025          | Paesi Bassi        | UEFA Nations League 2024-2025 | Quarti di finale             | 2  | 0  | 2 | 0 | &0,00   | 5  | 5  | 0   |
| giu.-nov 2025      | Paesi Bassi        | Qual. Mondiale 2026           | nel gruppo G                 | 2  | 2  | 0 | 0 | 100,00& | 10 | 0  | +10 |
| Dal 2023           | Paesi Bassi        | Amichevoli                    |                              | 4  | 3  | 0 | 1 | 75,00   | 13 | 2  | +11 |
| Totale Paesi Bassi | Totale Paesi Bassi | Totale Paesi Bassi            | Totale Paesi Bassi           | 30 | 16 | 6 | 8 | 53,33   | 72 | 35 | +37 |

#### Panchine da commissario tecnico della nazionale olandese (2º mandato)
| Cronologia completa delle presenze e delle reti in nazionale ― Paesi Bassi | Cronologia completa delle presenze e delle reti in nazionale ― Paesi Bassi | Cronologia completa delle presenze e delle reti in nazionale ― Paesi Bassi | Cronologia completa delle presenze e delle reti in nazionale ― Paesi Bassi | Cronologia completa delle presenze e delle reti in nazionale ― Paesi Bassi | Cronologia completa delle presenze e delle reti in nazionale ― Paesi Bassi | Cronologia completa delle presenze e delle reti in nazionale ― Paesi Bassi                     | Cronologia completa delle presenze e delle reti in nazionale ― Paesi Bassi |
| Data                                                                       | Città                                                                      | In casa                                                                    | Risultato                                                                  | Ospiti                                                                     | Competizione                                                               | Reti                                                                                           | Note                                                                       |
| -------------------------------------------------------------------------- | -------------------------------------------------------------------------- | -------------------------------------------------------------------------- | -------------------------------------------------------------------------- | -------------------------------------------------------------------------- | -------------------------------------------------------------------------- | ---------------------------------------------------------------------------------------------- | -------------------------------------------------------------------------- |
| 24-3-2023                                                                  | Parigi                                                                     | Francia                                                                    | 4 – 0                                                                      | Paesi Bassi                                                                | Qual. Euro 2024                                                            | -                                                                                              | Cap: V. van Dijk                                                           |
| 27-3-2023                                                                  | Rotterdam                                                                  | Paesi Bassi                                                                | 3 – 0                                                                      | Gibilterra                                                                 | Qual. Euro 2024                                                            | Memphis Depay 2 Nathan Aké                                                                     | Cap: V. van Dijk                                                           |
| 14-6-2023                                                                  | Rotterdam                                                                  | Paesi Bassi                                                                | 2 – 4 dts                                                                  | Croazia                                                                    | UEFA Nations League 2022-2023 - Semifinale                                 | Donyell Malen Noa Lang                                                                         | Cap: V.Van Dijk                                                            |
| 18-6-2023                                                                  | Enschede                                                                   | Paesi Bassi                                                                | 2 – 3                                                                      | Italia                                                                     | UEFA Nations League 2022-2023 - Finale 3º-4º posto                         | Steven Bergwijn Georginio Wijnaldum                                                            | Cap: V. van Dijk                                                           |
| 7-9-2023                                                                   | Eindhoven                                                                  | Paesi Bassi                                                                | 3 – 0                                                                      | Grecia                                                                     | Qual. Euro 2024                                                            | Marten de Roon Cody Gakpo Wout Weghorst                                                        | Cap: V. van Dijk                                                           |
| 10-9-2023                                                                  | Dublino                                                                    | Irlanda                                                                    | 1 – 2                                                                      | Paesi Bassi                                                                | Qual. Euro 2024                                                            | Cody Gakpo Wout Weghorst                                                                       | Cap: V. van Dijk                                                           |
| 13-10-2023                                                                 | Amsterdam                                                                  | Paesi Bassi                                                                | 1 – 2                                                                      | Francia                                                                    | Qual. Euro 2024                                                            | Quilindschy Hartman                                                                            | Cap: V. van Dijk                                                           |
| 16-10-2023                                                                 | Atene                                                                      | Grecia                                                                     | 0 – 1                                                                      | Paesi Bassi                                                                | Qual. Euro 2024                                                            | Virgil van Dijk (rig.)                                                                         | Cap: V. van Dijk                                                           |
| 18-11-2023                                                                 | Amsterdam                                                                  | Paesi Bassi                                                                | 1 – 0                                                                      | Irlanda                                                                    | Qual. Euro 2024                                                            | Wout Weghorst                                                                                  | Cap: V. van Dijk                                                           |
| 21-11-2023                                                                 | Faro                                                                       | Gibilterra                                                                 | 0 – 6                                                                      | Paesi Bassi                                                                | Qual. Euro 2024                                                            | 3 Calvin Stengs Mats Wieffer Teun Koopmeiners Cody Gakpo                                       | Cap: V. van Dijk                                                           |
| 22-3-2024                                                                  | Amsterdam                                                                  | Paesi Bassi                                                                | 4 – 0                                                                      | Scozia                                                                     | Amichevole                                                                 | Tijjani Reijnders Georginio Wijnaldum Wout Weghorst Donyell Malen                              | Cap: V. van Dijk                                                           |
| 26-3-2024                                                                  | Francoforte sul Meno                                                       | Germania                                                                   | 2 – 1                                                                      | Paesi Bassi                                                                | Amichevole                                                                 | Joey Veerman                                                                                   | Cap: V. van Dijk                                                           |
| 6-6-2024                                                                   | Rotterdam                                                                  | Paesi Bassi                                                                | 4 – 0                                                                      | Canada                                                                     | Amichevole                                                                 | Memphis Depay Jeremie Frimpong Wout Weghorst Virgil van Dijk                                   | Cap: V. van Dijk                                                           |
| 10-6-2024                                                                  | Rotterdam                                                                  | Paesi Bassi                                                                | 4 – 0                                                                      | Islanda                                                                    | Amichevole                                                                 | Xavi Simons Virgil van Dijk Donyell Malen Wout Weghorst                                        | Cap: V. van Dijk                                                           |
| 16-6-2024                                                                  | Amburgo                                                                    | Polonia                                                                    | 1 – 2                                                                      | Paesi Bassi                                                                | Euro 2024 - 1º turno                                                       | Cody Gakpo Wout Weghorst                                                                       | Cap: V. van Dijk                                                           |
| 21-6-2024                                                                  | Lipsia                                                                     | Paesi Bassi                                                                | 0 – 0                                                                      | Francia                                                                    | Euro 2024 - 1º turno                                                       | -                                                                                              | Cap: V. van Dijk                                                           |
| 25-6-2024                                                                  | Berlino                                                                    | Paesi Bassi                                                                | 2 – 3                                                                      | Austria                                                                    | Euro 2024 - 1º turno                                                       | Cody Gakpo Memphis Depay                                                                       | Cap: V. van Dijk                                                           |
| 2-7-2024                                                                   | Monaco di Baviera                                                          | Romania                                                                    | 0 – 3                                                                      | Paesi Bassi                                                                | Euro 2024 - Ottavi di finale                                               | Cody Gakpo 2 Donyell Malen                                                                     | Cap: V. van Dijk                                                           |
| 6-7-2024                                                                   | Berlino                                                                    | Paesi Bassi                                                                | 2 – 1                                                                      | Turchia                                                                    | Euro 2024 - Quarti di finale                                               | Stefan de Vrij autorete                                                                        | Cap: V. van Dijk                                                           |
| 10-7-2024                                                                  | Dortmund                                                                   | Paesi Bassi                                                                | 1 – 2                                                                      | Inghilterra                                                                | Euro 2024 - Semifinale                                                     | Xavi Simons                                                                                    | Cap: V. van Dijk                                                           |
| 7-9-2024                                                                   | Eindhoven                                                                  | Paesi Bassi                                                                | 5 – 2                                                                      | Bosnia ed Erzegovina                                                       | UEFA Nations League 2024-2025 - 1º turno                                   | Joshua Zirkzee Tijjani Reijnders Cody Gakpo Wout Weghorst Xavi Simons                          | Cap: V. van Dijk                                                           |
| 10-9-2024                                                                  | Amsterdam                                                                  | Paesi Bassi                                                                | 2 – 2                                                                      | Germania                                                                   | UEFA Nations League 2024-2025 - 1º turno                                   | Tijjani Reijnders Denzel Dumfries                                                              | Cap: V. van Dijk                                                           |
| 11-10-2024                                                                 | Budapest                                                                   | Ungheria                                                                   | 1 – 1                                                                      | Paesi Bassi                                                                | UEFA Nations League 2024-2025 - 1º turno                                   | Denzel Dumfries                                                                                | Cap: V. van Dijk                                                           |
| 14-10-2024                                                                 | Monaco di Baviera                                                          | Germania                                                                   | 1 – 0                                                                      | Paesi Bassi                                                                | UEFA Nations League 2024-2025 - 1º turno                                   | -                                                                                              | Cap: S. de Vrij                                                            |
| 16-11-2024                                                                 | Amsterdam                                                                  | Paesi Bassi                                                                | 4 – 0                                                                      | Ungheria                                                                   | UEFA Nations League 2024-2025 - 1º turno                                   | Wout Weghorst (rig.) Cody Gakpo (rig.) Denzel Dumfries Teun Koopmeiners                        | Cap: V. van Dijk                                                           |
| 19-11-2024                                                                 | Zenica                                                                     | Bosnia ed Erzegovina                                                       | 1 – 1                                                                      | Paesi Bassi                                                                | UEFA Nations League 2024-2025 - 1º turno                                   | Brian Brobbey                                                                                  | Cap: S. de Vrij                                                            |
| 20-3-2025                                                                  | Rotterdam                                                                  | Paesi Bassi                                                                | 2 – 2                                                                      | Spagna                                                                     | UEFA Nations League 2024-2025 - Quarti di finale (Andata)                  | Cody Gakpo Tijjani Reijnders                                                                   | Cap: V. van Dijk                                                           |
| 23-3-2025                                                                  | Valencia                                                                   | Spagna                                                                     | 3 – 3 dts (5 – 4 dtr)                                                      | Paesi Bassi                                                                | UEFA Nations League 2024-2025 - Quarti di finale (Ritorno)                 | Memphis Depay (rig.) Ian Maatsen Xavi Simons (rig.)                                            | Cap: V. van Dijk                                                           |
| 7-6-2025                                                                   | Helsinki                                                                   | Finlandia                                                                  | 0 – 2                                                                      | Paesi Bassi                                                                | Qual. Mondiali 2026                                                        | Memphis Depay Denzel Dumfries                                                                  | Cap: V. van Dijk                                                           |
| 10-6-2025                                                                  | Groninga                                                                   | Paesi Bassi                                                                | 8 – 0                                                                      | Malta                                                                      | Qual. Mondiali 2026                                                        | 2 Memphis Depay (1 rig.) Virgil van Dijk Xavi Simons 2 Donyell Malen Noa Lang Micky van de Ven | Cap: V. van Dijk                                                           |
| Totale                                                                     |                                                                            | Presenze                                                                   | 30                                                                         |                                                                            | Reti                                                                       | 72                                                                                             |                                                                            |

## Palmarès

### Giocatore

#### Club

##### Competizioni nazionali
- Campionato olandese: 4

Ajax: 1984-1985
PSV: 1986-1987, 1987-1988, 1988-1989
- Coppa dei Paesi Bassi: 3

Ajax: 1985-1986
PSV: 1987-1988, 1988-1989
- Coppa di Spagna: 1

Barcellona: 1989-90
- Campionato spagnolo: 4

Barcellona: 1990-1991, 1991-1992, 1992-1993, 1993-1994
- Supercoppa di Spagna: 3

Barcellona: 1991, 1992, 1994

##### Competizioni internazionali
- Coppa dei Campioni: 2

PSV: 1987-1988
Barcellona: 1991-1992
- Supercoppa UEFA: 1

Barcellona: 1992

#### Nazionale
- Campionato d'Europa: 1

Germania Ovest 1988

#### Individuale
- Calciatore dell'anno del campionato olandese: 2

1987, 1988
- Capocannoniere della UEFA Champions League: 1

1993-1994 (8 reti, a pari merito con Wynton Rufer)

### Allenatore

#### Club
- Campionato olandese: 3

Ajax: 2001-2002, 2003-2004
PSV: 2006-2007
- Coppa dei Paesi Bassi: 1

Ajax: 2001-2002
- Supercoppa dei Paesi Bassi: 2

Ajax: 2002
AZ: 2009
- Supercoppa di Portogallo: 1

Benfica: 2005
- Coppa di Spagna: 2

Valencia: 2007-2008
Barcellona: 2020-2021

#### Individuale
- Rinus Michels Award: 1

2012

## Media
Una versione immaginaria di Ronald Koeman interpreta diversi ruoli in Mindere goden, una raccolta di racconti letterari di Team Edgar, pubblicata nel giugno 2018 dall'editore Nijgh & Van Ditmar.